# 帕爾薩巴德
帕爾薩巴德是伊朗的城市，位於該國西北部阿拉斯河右岸，由阿爾達比勒省負責管轄，毗鄰與阿塞拜疆接壤的邊境，海拔高度168米，2006年人口81,782。

## 外部連結
- Wikimapia（页面存档备份，存于）